# Схеноплектус
Схеноплектус (лат. Schoenoplectus) — род травянистых растений семейства Осоковые (Cyperaceae), произрастающий в умеренных, субтропических и тропических областях обоих полушарий.

## Ботаническое описание

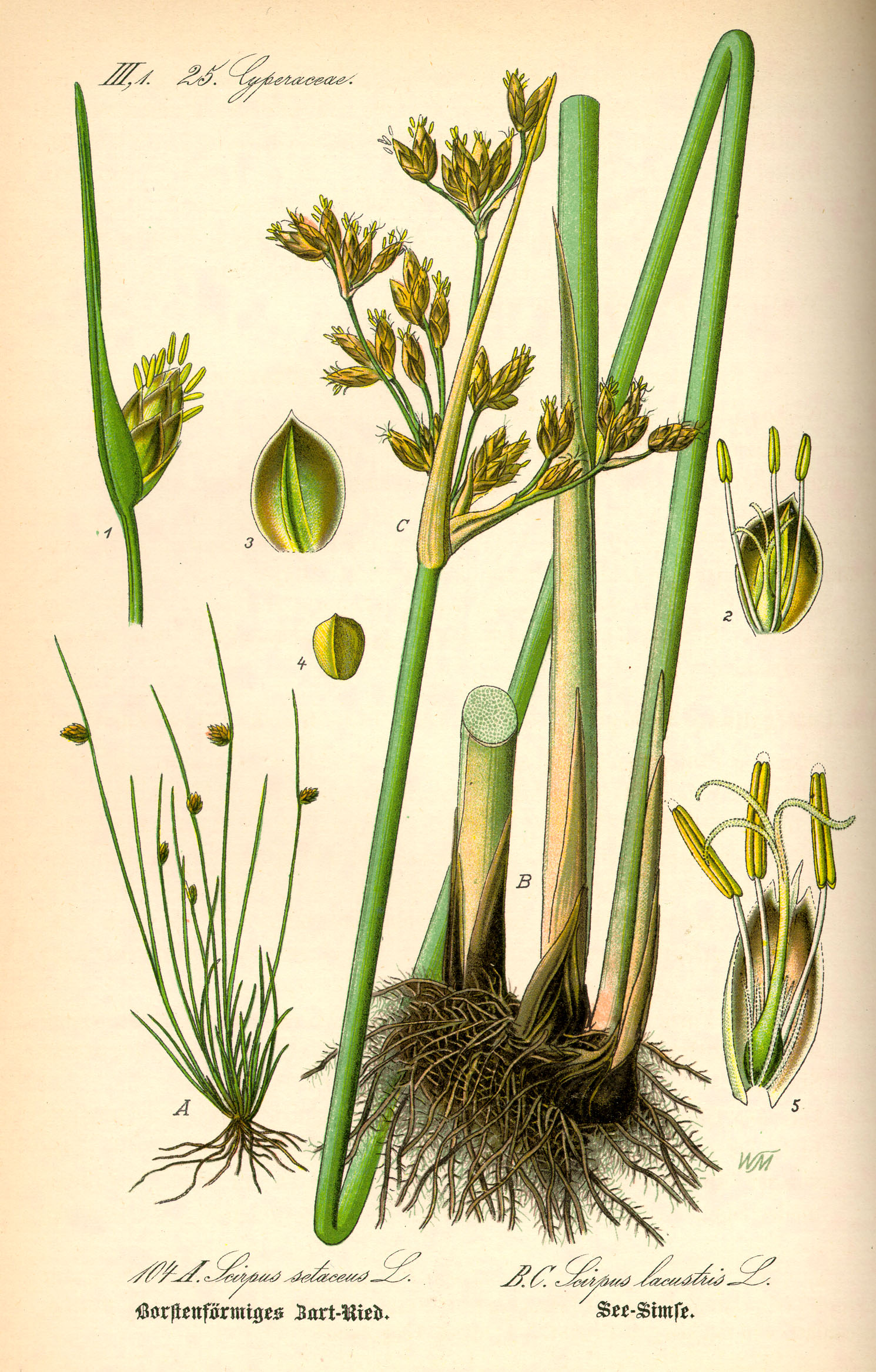
Схеноплектус озёрный (Schoenoplectus lacustris) (под буквами B и C).

Многолетние, редко однолетние, травянистые растения. Корневища длинные ползучие или укороченные. Стебли цилиндрические или трёхгранные, простые, с узлами, расположенными при их основании. Листья прикорневые (базальные); они или все редуцированные чешуевидные, или 1—2 верхних листа с короткой (до 10 см длиной) пластинкой, реже листья с длинными листовыми пластинками; язычок большей частью имеется.
Общее соцветие ложнобоковое (псевдолатеральное), кажущееся боковым, так как нижний кроющий лист направлен прямо вверх и является как бы продолжением стебля, зонтиковидное (антелодий), с немногими или более или менее многочисленными ветвями, или головчатое, иногда одноколосковое. Колоски от (1) 2—3 — нескольких до многочисленных, 0,4—1,5 см длиной, в сечении округлые. Кроющие чешуи расположены по спирали, бурые, красновато-бурые или желтовато-зеленоватые, по краям нередко реснитчатые, гладкие, реже с темно-пурпурными бородавочками, иногда в верхней части вдоль средней жилки и по ости с мелкими щетинками, с одной, средней, жилкой или, кроме того, с боковыми жилками, на верхушке цельные, часто с коротким острием, или более или менее глубоко двураздельные, с небольшой остью. Цветки обоеполые, у амфикарпических видов обоеполые и однополые (пестичные); околоцветник из (0)—6 щетинок; щетинки прямые, обычно шероховатые от обращенных вниз зубцов, иногда на адаксиальной стороне густо и длинно бахромчатые. Тычинок 3. Завязь верхняя, одногнёздная; столбик с 2—3 рыльцевыми ветвями. Плоды плоско-выпуклые, двояковыпуклые или трехгранные, (1) 1,2—2,5 (3) мм длиной, гладкие или поперечно-морщинистые, на верхушке с коротким «носиком» — остатком столбика.

## Таксономия
Род Схеноплектус по данным Королевских ботанических садов Кью включает 34 вида:
- Schoenoplectus acutus (Muhl. ex Bigelow) Á.Löve & D.Löve
- Schoenoplectus americanus (Pers.) Volkart
- Schoenoplectus annamicus (Raymond) T.Koyama
- Schoenoplectus californicus (C.A.Mey.) Soják
- Schoenoplectus ×carinatus (Sm.) Palla
- Schoenoplectus confusus (N.E.Br.) Lye
- Schoenoplectus ×contortus (Eames) S.G.Sm.
- Schoenoplectus corymbosus (Roth ex Roem. & Schult.) J.Raynal
- Schoenoplectus decipiens (Nees) J.Raynal
- Schoenoplectus deltarum (Schuyler) Soják
- Schoenoplectus ehrenbergii (Boeckeler) Soják
- Schoenoplectus etuberculatus (Steud.) Soják
- Schoenoplectus halophilus Papch. & Laktionov
- Schoenoplectus heptangularis Cabezas & Jim.Mejías
- Schoenoplectus heterochaetus (Chase) Soják
- Schoenoplectus ×kuekenthalianus (Junge) D.H.Kent
- Schoenoplectus lacustris (L.) Palla — Схеноплектус озёрный
- Schoenoplectus litoralis (Schrad.) Palla
- Schoenoplectus monocephalus (J.Q.He) S.Yun Liang & S.R.Zhang
- Schoenoplectus muricinux (C.B.Clarke) J.Raynal
- Schoenoplectus muriculatus (Kük.) Browning
- Schoenoplectus nipponicus (Makino) Soják
- Schoenoplectus ×oblongus (T.Koyama) Soják
- Schoenoplectus paludicola (Kunth) Palla
- Schoenoplectus pulchellus (Kunth) J.Raynal
- Schoenoplectus pungens (Vahl) Palla
- Schoenoplectus rhodesicus (Podlech) Lye
- Schoenoplectus scirpoides (Schrad.) Browning
- Schoenoplectus ×steinmetzii (Fernald) S.G.Sm.
- Schoenoplectus subterminalis (Torr.) Soják
- Schoenoplectus subulatus (Vahl) Lye
- Schoenoplectus tabernaemontani (C.C.Gmel.) Palla — Схеноплектус Табернемонтана
- Schoenoplectus torreyi (Olney) Palla
- Schoenoplectus triqueter (L.) Palla — Схеноплектус трёхгранный